# جورج غراهام
جورج غراهام (بالإنجليزية: George Graham)، من مواليد 30 نوفمبر 1944 في بارغيدي في اسكتلندا، لاعب كرة قدم أسكتلندي سابق، ومدرب كرة قدم أسكتلندي سابق.
بدأ مسيرته الكروية مع نادي أستون فيلا في عام 1961، ولعب معهم حتى عام 1964، وشارك معهم في 8 مباريات وسجل هدفين، وفي عام 1964 انتقل إلى نادي تشيلسي، ولعب معهم حتى عام 1966، وشارك معهم في 72 مباراة وسجل 35 هدف وحقق معهم كأس الرابطة ، وفي عام 1966 انتقل إلى نادي آرسنال، ولعب معهم حتى عام 1972وحقق معهم الدوري وكأس الاتحاد ، وشارك معهم في 227 مباراة وسجل 60 هدف، وفي عام 1972 انتقل إلى نادي مانشستر يونايتد، ولعب معهم حتى عام 1974، وشارك معهم في 43 مباراة وسجل هدفين، وفي عام 1974 انتقل إلى نادي بورتسموث، ولعب معهم حتى عام 1976، وشارك معهم في 61 مباراة وسجل 5 أهداف، وفي موسم 1976/1977 انتقل إلى نادي كريستال بالاس، ولعب معهم 44 مباراة وسجل هدفين.
و قد لعب مع منتخب اسكتلندا لكرة القدم بين عامي 1971 و1973، وقد شارك معهم في 12 مباراة وسجل 3 أهداف.
و قد درب نادي ميلوال في عام 1983، واستمر في تدريبهم حتى عام 1986، وفي عام 1986 انتقل إلى تدريب نادي آرسنال ودربهم حتى عام 1995،
وحقق معهم دوري موسم 88,89 - 90,91 وكأس الاتحاد موسم 92,93 الرابطة,86,87 - 92,93 وكأس الكؤوس 93,94 وإلى الآن يبقى المدرب الوحيد في تاريخ ارسنال الذي حقق كل البطولات الممكنة ،
وفي عام 1996 انتقل إلى تدريب نادي ليدز يونايتد، ودربهم حتى عام 1998، وفي عام 1998 انتقل إلى تدريب نادي توتنهام هوتسبير، ودربهم حتى عام 2001

## روابط خارجية
- جورج غراهام على موقع قاعدة بيانات كرة القدم.إي يو (الإنجليزية)
- جورج غراهام على موقع ناشيونال فوتبول تيمز (الإنجليزية)
- جورج غراهام على موقع Soccerbase.com (لاعب) (الإنجليزية)